# 川浚冥加金
川浚冥加金（かわざらえみょうがきん）は、江戸時代、大坂で川浚えのために課された冥加金である。

## 概要
大坂ではその市内を縦横に走る川が交通手段その他の点で重要であったから、その維持管理である川浚え（浚渫）もまた重要であった。
川浚えは、大川浚（淀川）、内川浚（淀川の諸分流）および両川口浚（安治川河口、木津川河口）の3つに分かれていた。
川浚え費用は、1772年（安永元年）には、(1)家質差配所の冥加金910両（銀換算で54貫600目）、(2)十川築地代銀貸付利銀80貫596匁8分、(3)堀江上荷船船床銀64貫200匁、その内2貫目は船床銀の徴収料になるから62貫200目。以上の合計197貫396匁8分が1年間の費用であった。
船床銀とは1698年（元禄11年）堀江新地発展のために上荷船500艘を許したことに対する冥加金であり、十川築地代銀とは1767年（明和4年）中之島上ノ鼻、東横堀川、曽根崎川、江戸堀川下ノ鼻、京町堀川、阿波堀川、海部堀川、薩摩堀川、立売堀川、江之子島下ノ鼻その他それぞれあらたに築地をおこなった築地の売り払い代銀を貸し付け、年ごとに納める利銀である。
家質差配所とは明和4年12月江戸の町人清右衛門、大坂周防町（現・中央区西心斎橋）の津国屋長右衛門、住吉屋町（現・中央区松屋町住吉）の紙屋利兵衛の3人が1年に冥加金9950両を差し出し、許可を得たもので、大坂三郷および近在の農民に至るまで、その所有する家屋敷、土蔵、諸株、髪結床その他を質物に書き入れ、金銀貸借する時はかならず証文を差配所に提出し、奥印を請け、差配所から金銀を貸し付けて従来よそから借り入れた分は期日に証文を改める際にしだいしだいに差配所の貸し付け銀に借り換えさせ、奥印を経る時には差配所は世話料として銀1貫目あたり貸し主から4匁、借り主から6匁の奥印料を徴収し、家質は6ヶ月毎に、諸株の質は1年毎に、証書を書き換えなければならないとした。このことに驚いた市民からは大変な悪評を蒙り、翌5年1月6日以後町々から抗議が相次いだ。
奉行所はこれを取り上げなかったために、正月22日から24日にかけて大坂市中に暴動が発生し、紙屋、津国屋をはじめとし、家質差配所に関係する者の家々に乱入し、打ち壊した。
奉行所は市民の不平を慰撫するべく差配所冥加金の一部を川浚えに使用することとし、1773年（安永2年）に川浚費は4900両に引き上げられ、これで一切の川浚え費を支弁した。
その費用は家質差配所冥加金だけから支出されることとし、十川築地代銀貸付利銀および堀江上荷船船床銀は城内金蔵に納めることにしたが、差配所の奥印については市民の反対が絶えないためについにこれを廃して、差配所から納めていた冥加金1年9950両を「川浚冥加金」という名目で市民から徴収することとし、安永4年（1775年）以後は1年3回2月、5月、10月に分納させ、この金額のなかからなお4900両を川浚費に支弁した。
冥加金の割り方は三郷売券高30万5287貫500匁で、冥加金総額を除くと1貫目につき1匁9分5厘6毛となる。
これを町ごとの売券高に応じて、その町の負担額を定め、間口割にして、町人から取り立てた。
無役屋敷は町々によってさまざまであったが、1796年（寛政8年）から無役屋敷はすべてこれを除いて町々の冥加金額を定めることになった。